# Großgeräteplanung
Die Großgeräteplanung war ein Bestandteil der gesetzlichen Vorhaben zur Kostendämpfung im deutschen Gesundheitswesen 1982–1997. Ihr Ziel war es, die Standorte für bestimmte, besonders teure medizinische Geräte zu reglementieren und zahlenmäßig zu begrenzen.
Nachdem einige Bundesländer bereits in den 1970er Jahren Standortplanungen eingerichtet hatten, führte der nationale Gesetzgeber mit dem Kostendämpfungs-Ergänzungsgesetz 1982 zunächst die bundesweite Abstimmungspflicht für Großgeräte an Krankenhäusern ein. Für Geräte in freien Arztpraxen verabschiedete der Bundesausschuß der Ärzte und Krankenkassen erst 1986 eine bindende Vorschrift, die Richtlinien für den bedarfsgerechten und wirtschaftlichen Einsatz von medizinisch-technischen Großgeräten (Großgeräte-Richtlinie Ärzte, Bundesanzeiger 27. März 1986). Die vom Bundesausschuss definierten Großgeräte waren Computertomographen, Kernspintomographen, Herzkatheter-Meßplätze, Gammakameras, DSA-Anlagen, Lithotripter, und Bestrahlungsgeräte. Abrechnungen von Leistungen an solchen Geräten bedurften nun der vorherigen Genehmigung durch die zuständige Kassenärztliche Vereinigung. Diese von Großgeräte-Ausschüssen an den KVen ausgestellten Genehmigungen waren an die persönliche Qualifikation des Arztes und an den Nachweis seiner technischen Mindestausrüstung gebunden. Gammakameras und DSA-Anlagen wurden nach einigen Jahren aus der Richtlinie entlassen.
Das Gesundheitsreformgesetz 1989 installierte mit dem 122 SGB V neue Großgeräteausschüsse, die aus Vertretern der Krankenhäuser, der Krankenkassen, der Kassenärztlichen Vereinigung und einem Vertreter der zuständigen Landesbehörde bestanden und neben der Anbieterqualität nun auch den regionalen Leistungsbedarf berücksichtigen sollten. 
Nach dem Gesundheitsstrukturgesetz 1992 sollte die Richtlinienkompetenz schließlich vom Gemeinsamen Bundesausschuss (d. h. der Selbstverwaltung der Akteure im Gesundheitswesen) auf den Verordnungsgeber (das Gesundheitsministerium) übergeben. Die vorgesehene Großgeräte-Verordnung mit Anhaltszahlen für die aufzustellenden Geräte pro Einwohnergesamtheit wurde jedoch nie fertiggestellt.
1997 wurde mit dem zweiten GKV-Neuordnungsgesetz die staatliche Großgeräteplanung nach § 122 SGB V aufgehoben. 